# Homaloxestis
Homaloxestis – rodzaj motyli z podrzędu Glossata i rodziny Lecithoceridae.
Rodzaj ten opisany został w 1910 roku przez Edwarda Meyricka, który jego gatunkiem typowym wyznaczył H. endocoma. 
Motyle te są zwykle pozbawione desenia na przednich skrzydłach, a żyłki CuA1 i CuA2 mają na nich swoje początki u nasady, daleko od siebie. Skrzydła tylne nie mają kępek włosków pod komórkami, a żyłka M2 bierze na nich swój początek mniej więcej w połowie dystansu między M1 a M3. Głaszczki wargowe są bardzo długie, spiczasto zakończone i wywinięte ku górze, natomiast szczękowe są krótkie, nitkowate i położone wzdłuż ssawki. Narządy rozrodcze samców o nieregularnie wklęsłej na brzusznej krawędzi walwie, opatrzonej silnymi i krótkimi szczecinami. Na edeagusie brak bocznych kolców. Samice mają krótkie, często teleskopowe pokładełko.
Rodzaj rozprzestrzeniony od Europy i południowej Afryki po Japonię, Tajwan i Chiny.
Należą tu następujące gatunki:

- Homaloxestis aciformis Liu et Wang, 2014[7]
- Homaloxestis aganacma Diakonoff, 1968
- Homaloxestis alopecopa Meyrick, 1929
- Homaloxestis antibathra Meyrick, 1916
- Homaloxestis australis K.T.Park, 2004
- Homaloxestis baibaraensis K.T.Park, 1999
- Homaloxestis briantiella (Turati, 1879)
- Homaloxestis ceroxesta Meyrick, 1918
- Homaloxestis cholopis (Meyrick, 1906)
- Homaloxestis cicatrix Gozmány, 1973
- Homaloxestis cribanota Meyrick, 1910
- Homaloxestis croceata Gozmány, 1978
- Homaloxestis eccentropa Meyrick, 1934
- Homaloxestis ellipsoidea Liu et Wang, 2014[7]
- Homaloxestis endocoma Meyrick, 1910
- Homaloxestis furcula K.T.Park, 2004
- Homaloxestis grabia C.S. Wu et K.T. Park, 1999
- Homaloxestis hades Gozmány, 1978
- Homaloxestis hainanensis C.S.Wu, 1994
- Homaloxestis hemigastra Meyrick, 1931
- Homaloxestis hesperis Gozmány, 1978
- Homaloxestis hilaris Gozmány, 1978
- Homaloxestis horochlora Meyrick, 1929
- Homaloxestis horridens Gozmány, 1978
- Homaloxestis lacerta C.S. Wu & K.T. Park, 1999
- Homaloxestis liochlaena Meyrick, 1931
- Homaloxestis liciata Meyrick, 1922
- Homaloxestis lochitis Meyrick, 1918
- Homaloxestis luzonensis K.T.Park & B.K.Byun, 2007
- Homaloxestis mucroraphis Gozmány, 1978
- Homaloxestis multidentalis K.T.Park, 2004
- Homaloxestis myeloxesta Meyrick, 1932
- Homaloxestis ochrosceles Meyrick, 1910
- Homaloxestis orthochlora Meyrick, 1926
- Homaloxestis pancrocopa Meyrick, 1937
- Homaloxestis perichlora Meyrick, 1910
- Homaloxestis plocamandra (Meyrick, 1907)
- Homaloxestis pumilis K.T.Park, 2004
- Homaloxestis quadralis K.T.Park & B.K.Byun, 2007
- Homaloxestis queribunda Meyrick, 1922
- Homaloxestis saitoi K.T.Park, 2004
- Homaloxestis striapunctata (Wu, 1997)
- Homaloxestis subpallida Meyrick, 1931
- Homaloxestis tenuipalpella (Snellen, 1903)
- Homaloxestis turbinata Meyrick, 1910
- Homaloxestis xanthocharis Meyrick, 1929
- Homaloxestis xylotripta Meyrick, 1918
- Homaloxestis vinhphuensis K.T. Park, 2007